# Marsdenia chunii
Marsdenia chunii là một loài thực vật có hoa trong họ La bố ma. Loài này được (Tsiang) P.I. Forst. mô tả khoa học đầu tiên năm 1995.